# La Grande (Oregon)
La Grande è un centro abitato (City) degli Stati Uniti d'America, situato nella contea di Union dello Stato dell'Oregon. Nel 2006 la popolazione era di 12 540 abitanti.

## Geografia fisica
Secondo i rilevamenti dello United States Census Bureau, La Grande si estende su una superficie di 11,3 km².